# Odontaster
Genre
Les Odontaster sont un genre d'étoiles de mer de la famille des Odontasteridae.

## Liste des genres
Selon World Register of Marine Species (3 juillet 2014) :
- Odontaster aucklandensis McKnight, 1973
- Odontaster australis H.L. Clark, 1926
- Odontaster benhami (Mortensen, 1925)
- Odontaster crassus Fisher, 1905
- Odontaster cynthiae Janosik & Halanych, 2012
- Odontaster hispidus Verrill, 1880 -- espèce-type
- Odontaster mediterraneus (Marenzeller, 1893)
- Odontaster meridionalis (E. A. Smith, 1876)
- Odontaster pearsei Janosik & Halanych, 2010
- Odontaster penicillatus (Philippi, 1870)
- Odontaster pusillus Koehler, 1907
- Odontaster robustus Verrill, 1899
- Odontaster rosagemmae McKnight, 2001
- Odontaster roseus Janosik & Halanych, 2010
- Odontaster setosus (Verrill, 1899)
- Odontaster validus Koehler, 1906

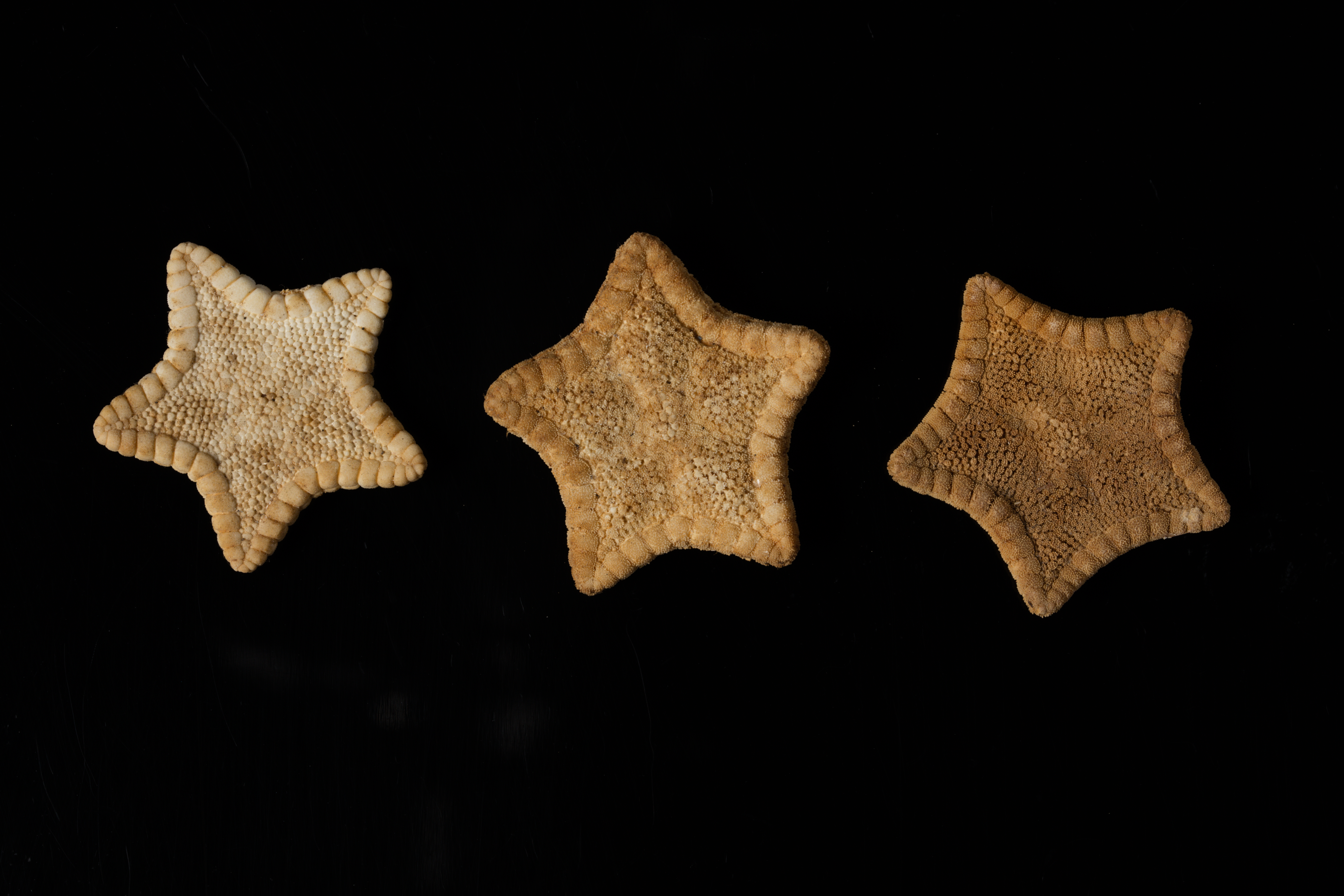
Odontaster benhami (AWMM)
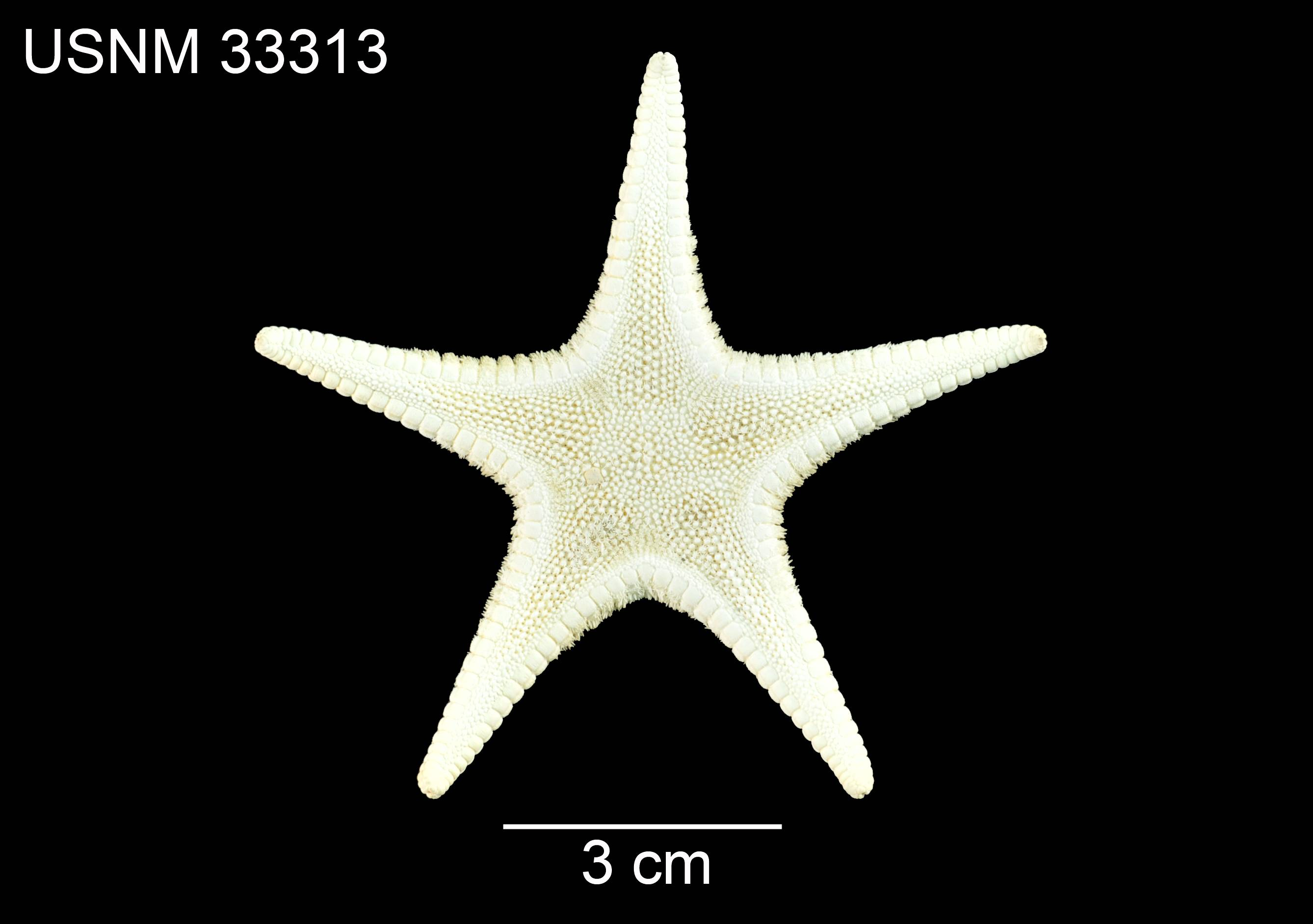
Odontaster hispidus (USNM)
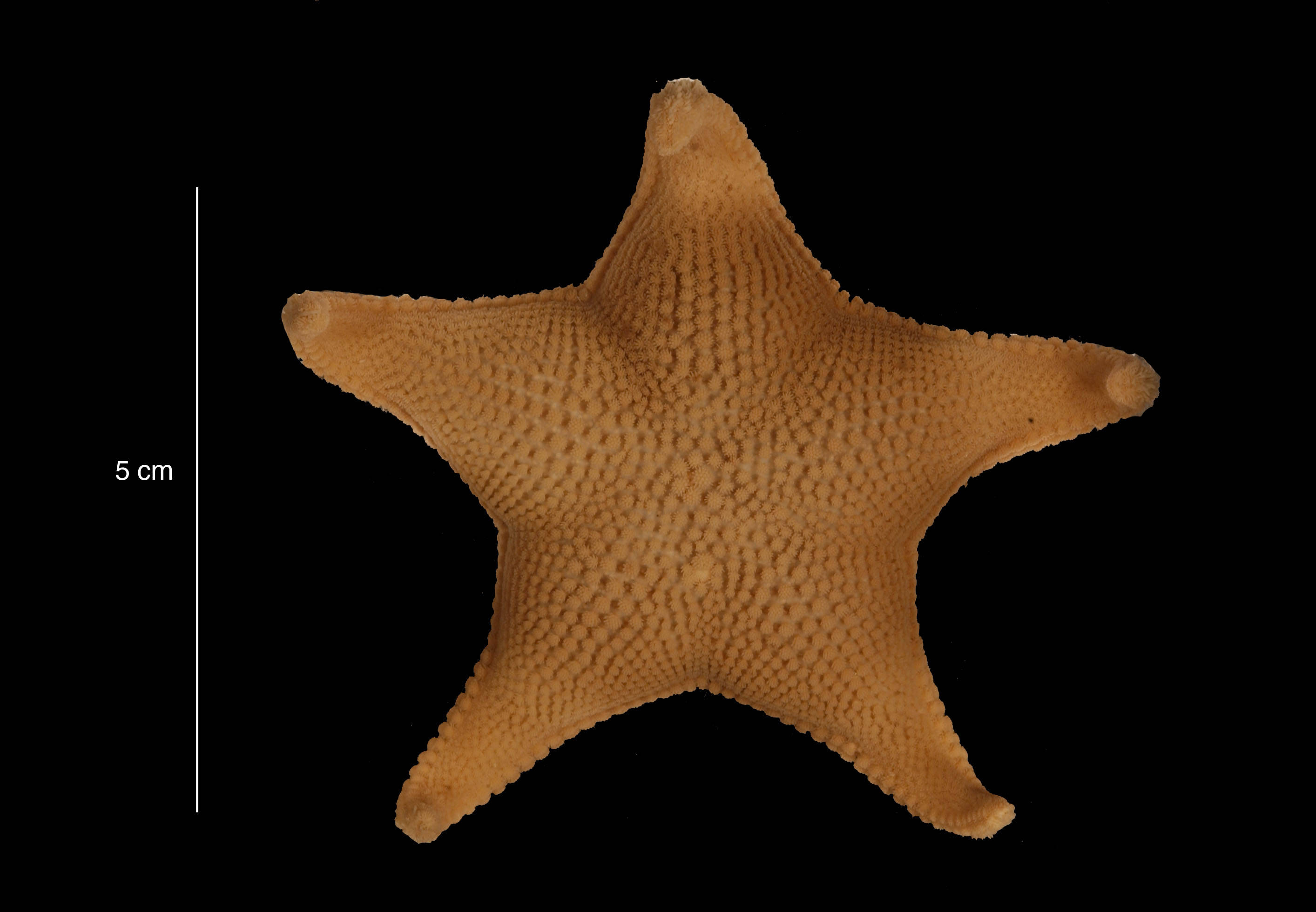
Odontaster meridionalis (USNM)
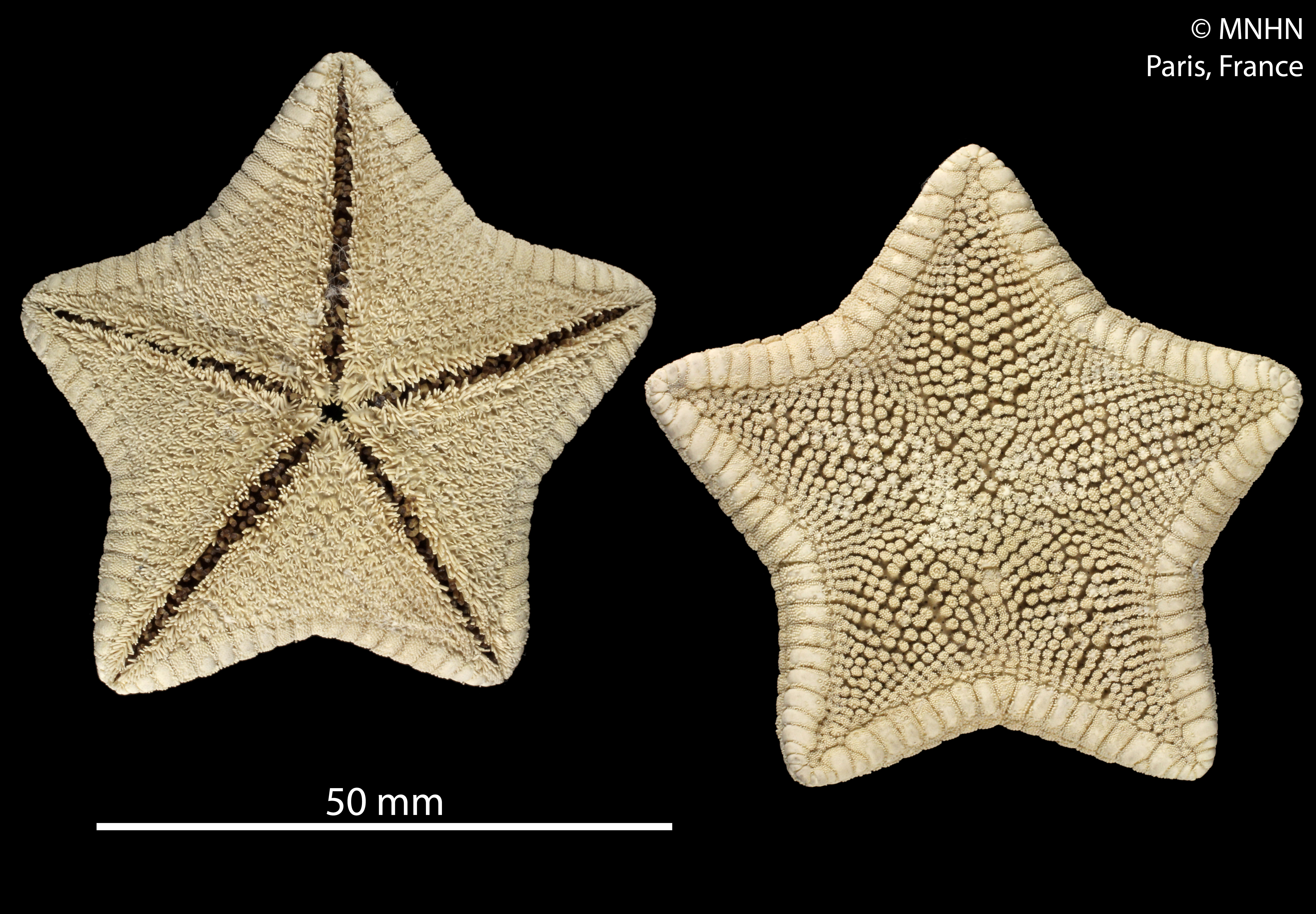
Odontaster penicillatus (MNHN)
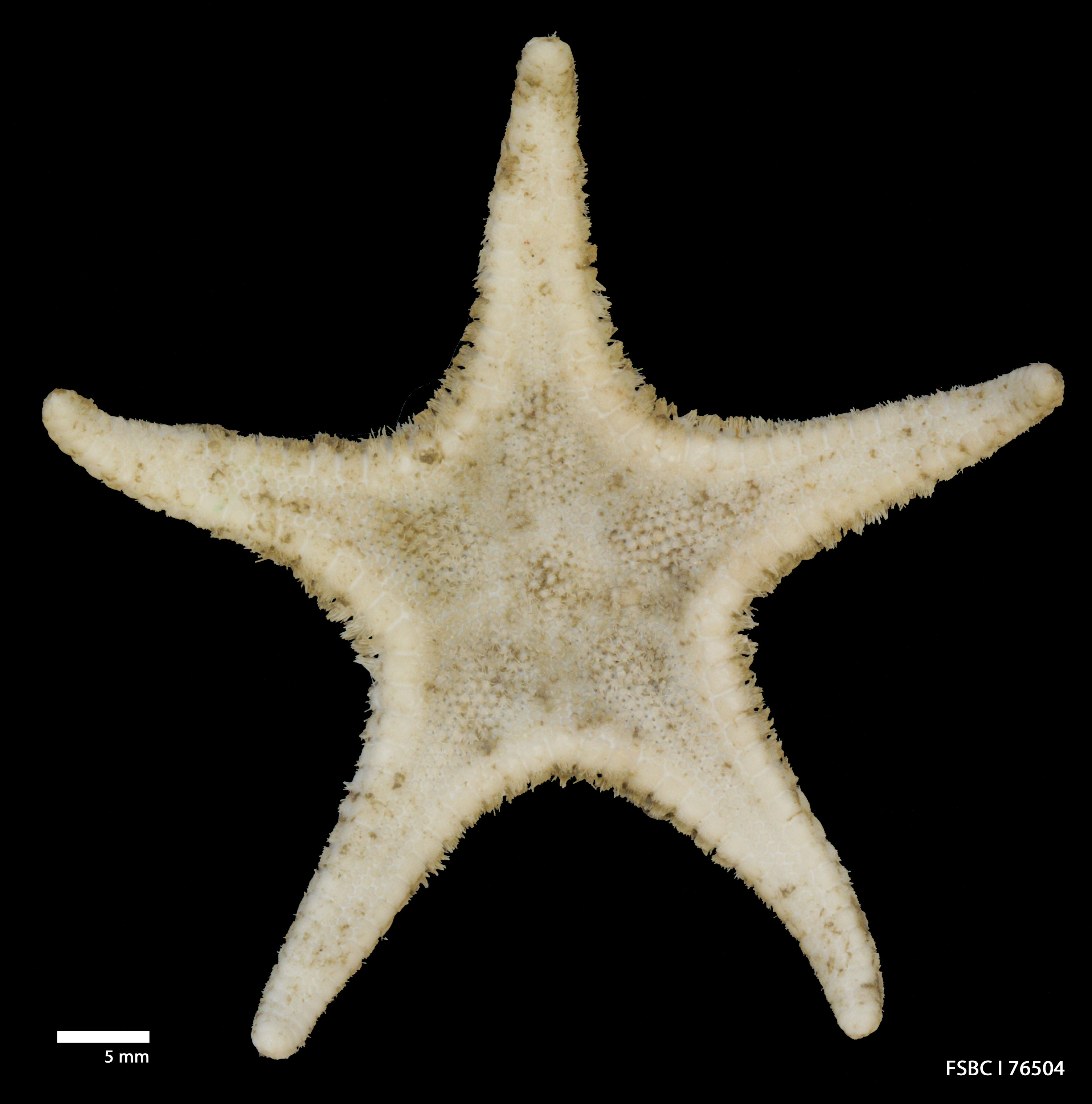
Odontaster robustus
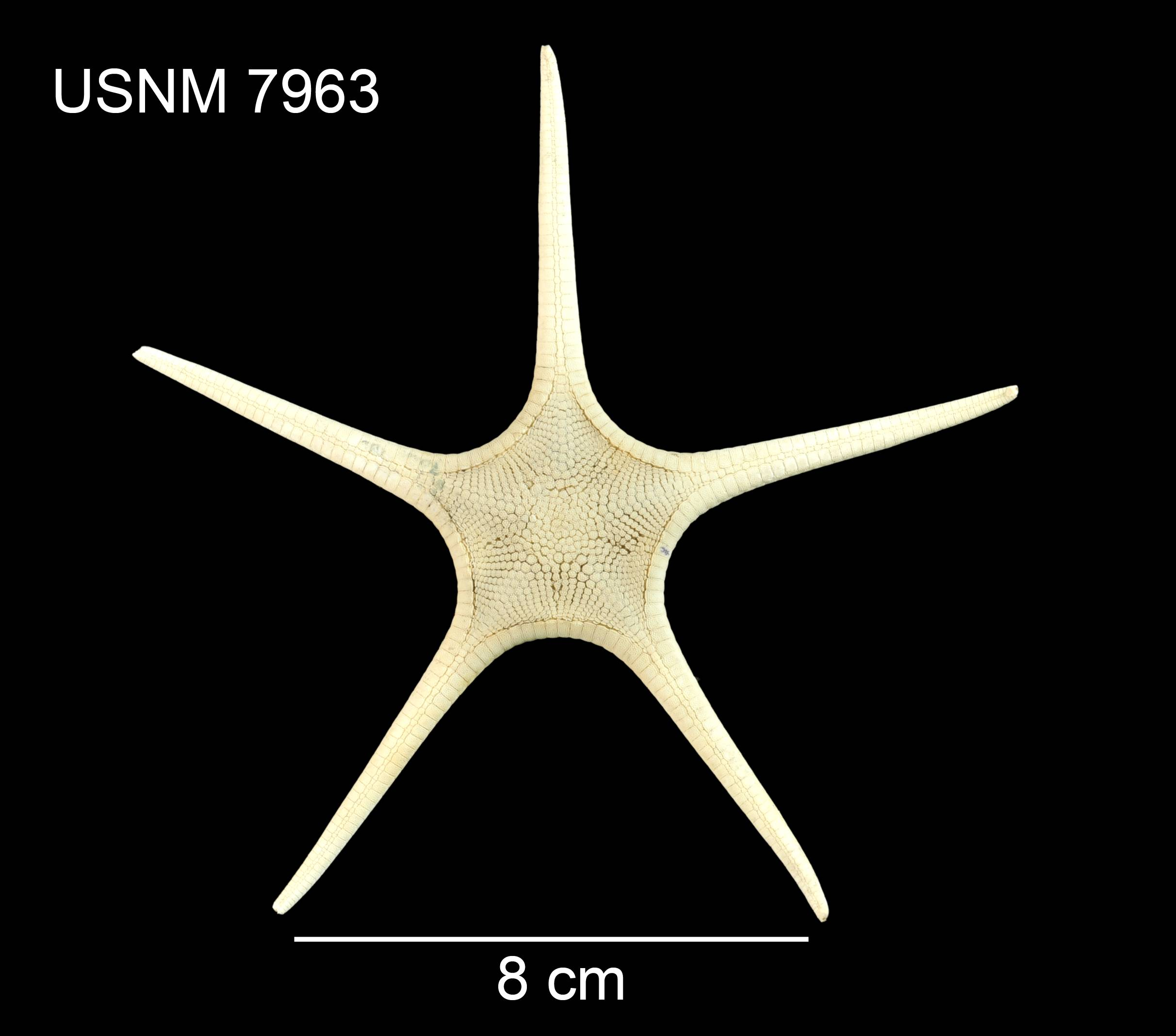
Odontaster setosus (USNM)
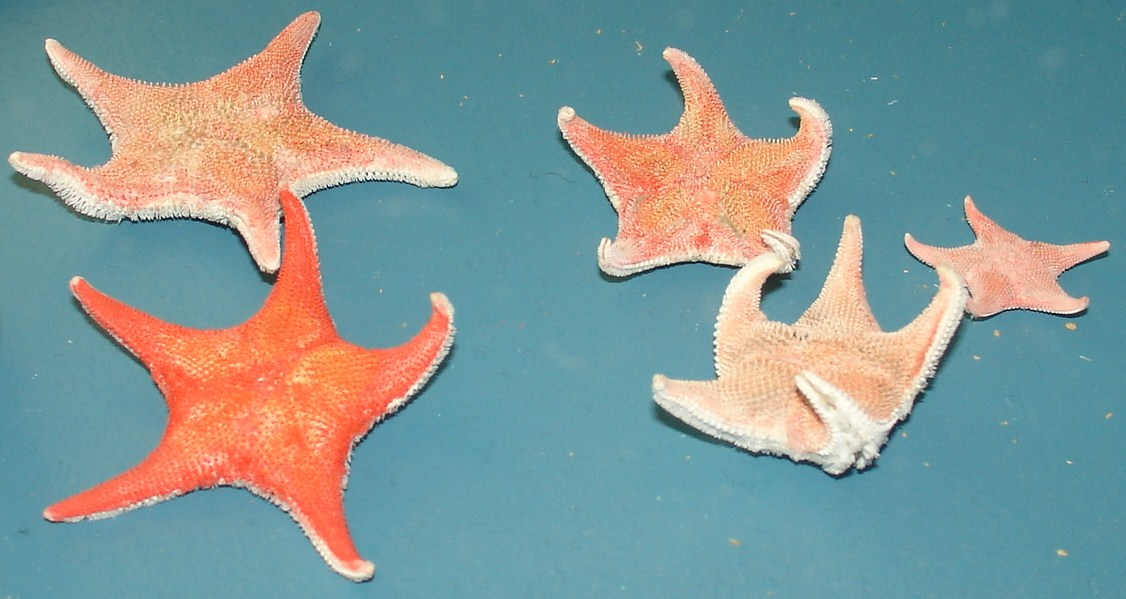
Odontaster validus

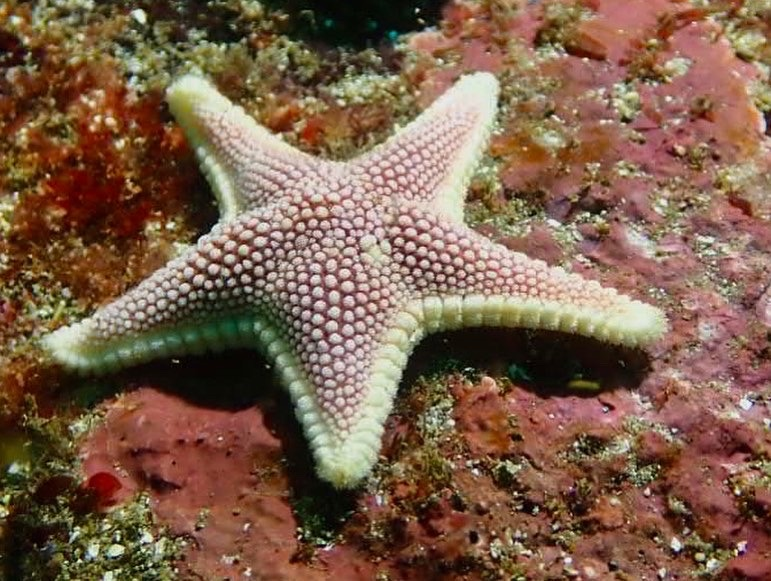
Odontaster penicillatus
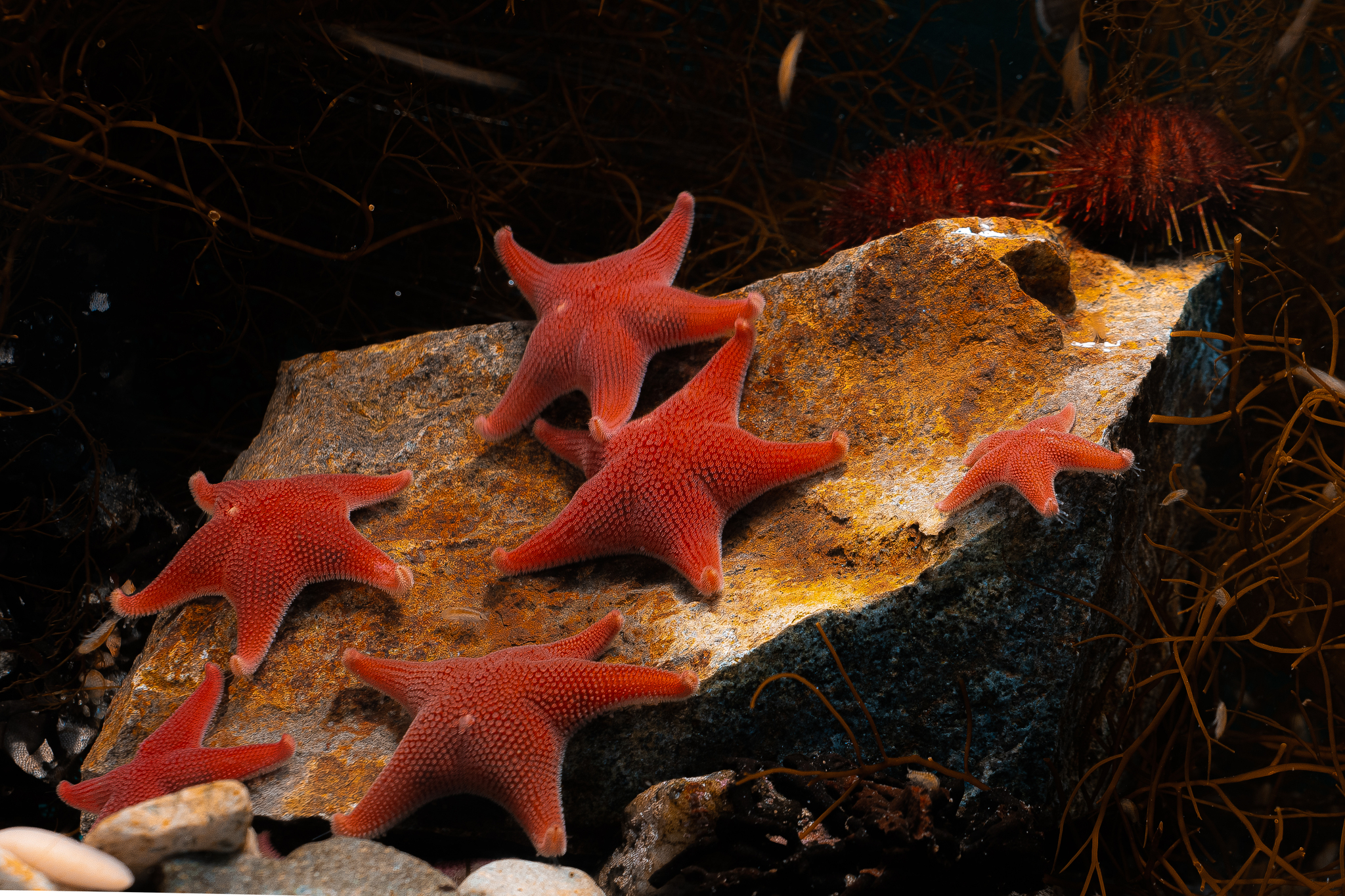
Odontaster validus